# Christopher Rice
Christopher Travis Rice (Berkeley, 11 de março de 1978) é um escritor norte-americano. Rice escreveu três best-sellers: A Density of Souls, The Snow Garden, and Light Before Day.

## Biografia
Christopher Rice vem de uma família de escritores. Seus pais são Anne Rice e o poeta Stan Rice; sua tia, Alice Borchardt, também é escritora. Ele também é amigo do escritor Clive Barker. Ao contrário de sua famosa mãe, ele não escreve romances de horror, mas consirera seus livros do gênero thriller.
Rice morou em Nova Orleães, Louisiana, e se formou em 1996 na prestigiosa Isidore Newman School. Mudou-se para Los Angeles para explorar enredos de escritoras.
Rice vive agora em Los Angeles, Califórnia.

## Obras
- A Density of Souls (2000)
- The Snow Garden (2001)
- Light Before Day (2005)
- Blind Fall (2008)
- The Moonlit Earth (2010)
- The Heavens Rise (2013)
- The Vines (2014)

### Romance erótico (1,001 Dark Nights/ SérieThe Desire Exchangeseries)
- The Flame (2014)
- The Surrender Gate (2015)
- Kiss The Flame (2015)
- Dance of Desire (2016)
- Desire & Ice (2016)

### Colaborações com Anne Rice
- Ramses the Damned: The Passion of Cleopatra (2017)
- Ramses the Damned: The Reign of Osiris (2022)

### SérieThe Burning Girl
- Bone Music: A Burning Girl Thriller (2018)
- Blood Echo: A Burning Girl Thriller (2019)
- Blood Victory: A Burning Girl Thriller (2020)

### Outros
- Decimate (2022)
- Sapphire Sunset (2022) (como C. Travis Rice)